# Kaiser Chiefs
Kaiser Chiefs es una banda indie rock británica de Leeds, West Yorkshire (Inglaterra, Reino Unido), formada por Ricky Wilson (vocalista), Andrew 'Whitey' White (guitarra), Simon Rix (bajo), Nick 'Peanut' Baines (sintetizador, teclado) y Vijay Mistry (batería).
El álbum debut de la banda, Employment, fue lanzado en 2005 y muestra influencias del new wave y el rock punk de los años 1970. El álbum obtuvo un gran éxito internacional, con tres millones de copias vendidas. El rápido ascenso del quinteto a la escena internacional musical a principios de 2005 tuvo su momento culminante cuando abrieron el concierto Live Aid de Filadelfia. En 2007, sacaron a la venta su segundo álbum, Yours Truly, Angry Mob, cuyo primer sencillo Ruby llegó a ser número uno en el Reino Unido.
El 13 de octubre de 2008 lanzaron su tercer disco, Off with Their Heads. Su cuarto disco, The Future is Medieval, fue publicado sin previo aviso el 3 de junio de 2011, mientras que su quinto disco fue lanzado el 31 de marzo de 2014 Education, Education, Education & War, su sexto álbum Stay Together el 7 de octubre de 2016, y su séptimo álbum Duck, el 26 de julio de 2019.

## Historia

### Primeros años (1996-2002)

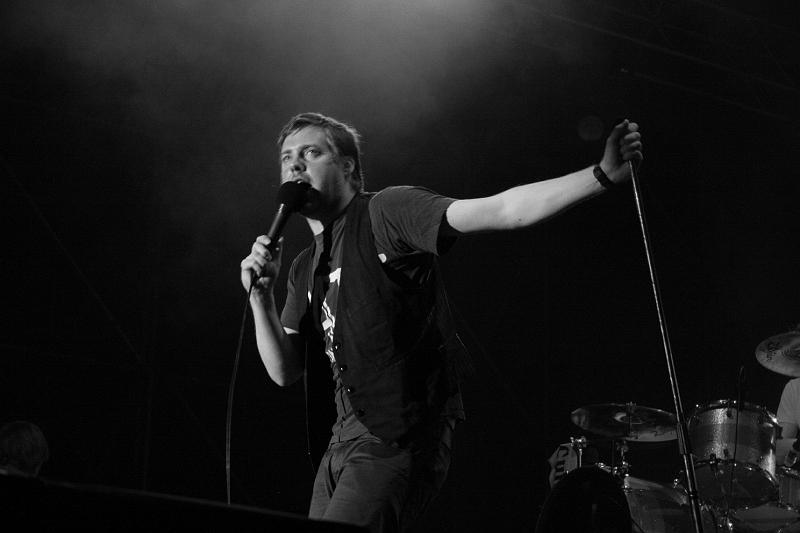
Ricky Wilson, vocalista.

Tres de los miembros de la banda, Nick Hodgson, Nick 'Peanut' Baines, y Simon Rix, se conocieron en clase en el St Mary's School de las afueras de Leeds cuando tenían once años. Tras dejar el colegio, Rix y Baines fueron a la universidad en 1996. Mientras, Hodgson conoció en Leeds a Andre 'Whitey' White y Ricky Wilson, juntos dieron los primeros pasos como banda llamándose Runston Parva de estilo garage rock. Con el regreso de Rix y Baines, se unieron a la banda, renombrada como Parva con la que intentaron lanzar un disco, idea que no tuvo mucho éxito. Para poder mantener un contrato importante con una discográfica comenzaron a componer nuevas canciones con un nuevo nombre: Kaiser Chiefs, el cual fue derivado de su afición por el Leeds United, ya que una de las máximas estrellas del club de fútbol, el sudafricano Lucas Radebe tuvo su origen en el equipo de fútbol sudafricano Kaizer Chiefs.

### Employment(2004-2005)
El álbum debut de los Kaiser Chiefs fue sacado al público en marzo de 2005, inspirado en el sonido del new wave y del punk rock de los años 1970, quedó tercero en las listas de esa semana y recibió muy buenas críticas que lo describieron como ‘emocionante desde el principio hasta el final’ o ‘prototípico británico, sin pretensión y lo más importante, muy divertido’. Quedó número 2 en las listas de álbumes del Reino Unido y aunque fue como favorito, no logró el Mercury Prize (premio anual para la mejor banda británica e irlandesa del anterior año).
El primer sencillo, lanzado anteriormente en 2004, fue "Oh My God" quedando sexto en el Reino Unido. El segundo sencillo fue "I Predict A Riot" que en 2007 llegó a la posición treinta y seis en el ranking de NME. En 2005, ganaron el Philip Hall Radar Award y abrieron las actuaciones del Live 8 de Filadelfia. Fueron teloneros de la banda irlandesa U2 en varios conciertos de su gira Vertigo 2005, como en los celebrados en España.
Un DVD, titulado Employment fue lanzado en noviembre de 2005. El DVD es un documental sobre la banda, narrado por Bill Nightly. También incluye todos los videos promocionales y presentaciones en vivo.
Un video musical -hasta ahora mostrado exclusivamente en Internet- para su canción "Sink that Ship" fue lanzado en septiembre de 2005. El video aparece en el sitio web de Electronic Arts como una herramienta de promoción para su juego Burnout Revenge, pero aparece sin créditos.

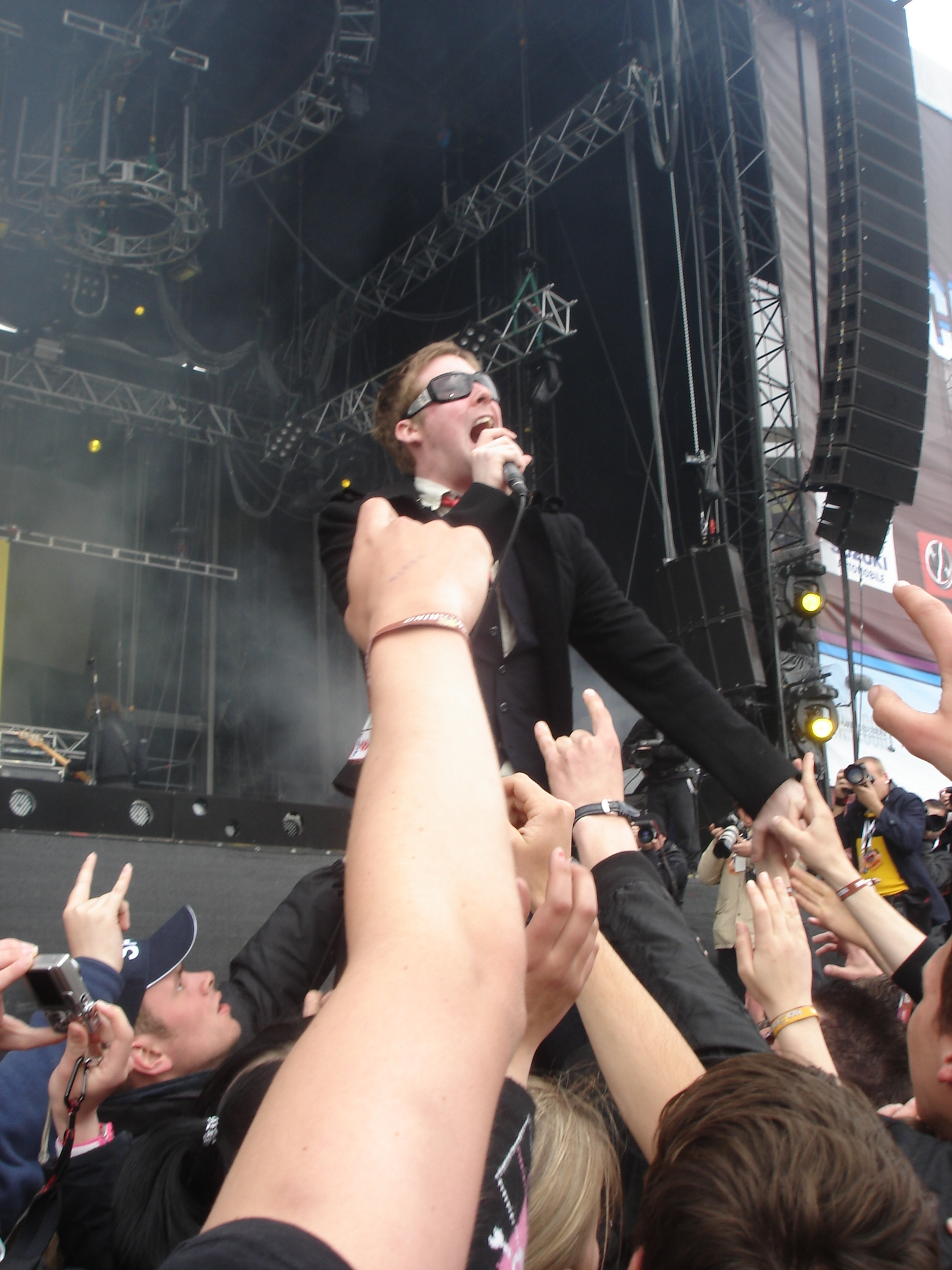
Ricky Wilson en 2006.

### Yours Truly, Angry Mob(2007)
El segundo álbum de Kaiser Chiefs fue lanzado en febrero de 2007. La banda grabó este álbum durante septiembre y octubre de 2006 en el Hook End Studio en Oxfordshire (Inglaterra) inspirado en Led Zeppelin y la música rock americana. A diferencia de Employment, el álbum recibió tanto buenas como malas críticas, algunas describiéndolo como ‘predecible’. A pesar de ello alcanzó el número uno de las listas británicas.
La canción "Ruby" se convirtió en el primer número uno de la banda. Tanto la letra como el estilo de la canción fue relacionado con la canción "Lyla" de Oasis.

### Off with Their Heads(2008)
El 13 de octubre salió a la venta el nuevo disco de la banda anglosajona, con los sencillos: "Never Miss a Beat" y "Good Days Bad Days".

### The Future is Medieval(2011)
Su cuarto disco lo sacaron el 3 de junio de 2011. El disco fue lanzado sin previo aviso en su web, y la forma de adquirirlo fue novedosa. Se podía personalizar la portada del disco y escoger 10 canciones de las 20 que había para elegir. Su precio fue de 7,50 libras (unos 8 euros y medio).
Las canciones entre las que los seguidores podían elegir eran 'Back In December', 'Can't Mind My Own Business', 'Child Of The Jago', 'Coming Up For Air', 'Cousin In The Bronx', 'Dead Or In Serious Trouble', 'Fly On The Wall', 'Heard It Break', 'I Dare You', 'If You Will Have Me', 'Little Shocks', 'Long Way From Celebrating', 'Man On Mars', 'My Place Is Here', 'Out Of Focus', 'Problem Solved', 'Saying Something', 'Starts With Nothing' y 'Things Change'. Más tarde, debido al parloteo que se hacía sobre esta novedosa herramienta de comprar el álbum y a la demanda de que se lanzara un "álbum oficial", ahora está disponible el CD de "The Future Is Medieval", que contiene las siguientes canciones: 'Little Shocks', 'Things Change', 'Long Way From Celebrating', 'Starts With Nothing', 'Out Of Focus', 'Dead Or In Serious Trouble', 'When All Is Quiet', 'Kinda Girl You Are', 'Man On Mars', 'Child Of The Jago', 'Heard It Break', 'Coming Up For Air' y 'If You Will Have Me', además la última canción trae un tema escondido, ‘Howlaround’, mismo que se vendió como canción individual en iTunes. También cabe mencionar que 'Kinda Girl You Are' no está incluida en la versión de iTunes, aunque dicha versión contiene la canción 'City'. Tanto el CD como el álbum digital de iTunes salieron a la venta el 27 de junio de 2011.

### Salida de Nick Hodgson del grupo
El 4 de diciembre de 2012 el baterista de Kaiser Chiefs, Nick Hodgson comunicó a través de su cuenta de Twitter que dejaba el grupo, después de quince maravillosos.

"I can confirm I have left Kaiser Chiefs after 15 spectacular years. I'm moving on. I wish the rest of the band the very best!"
 Nick Hodgson

### Education, Education, Education & War y posterior(2014-presente)
El quinto disco de la banda de Leeds fue lanzado el 31 de marzo de 2014 bajo el sello discográfico Fiction Records, B-Unique Records, Caroline Records and ATO Records. El disco fue producido por Ben H. Allen III.
El 7 de octubre de octubre de 2016 la banda publicó su sexto álbum, Stay Together, con la producción de Brian Higgins. El primer sencillo del álbum fue ‘Parachute’, seguido de ‘Hole In My Soul’ y ‘We Stay Together’, todos publicados entre junio y diciembre de 2016.
La banda firmó con la compañía Polydor Records para su séptimo álbum de estudio, llamado Duck, que salió al mercado el 26 de julio de 2019. Para este disco la banda se volvió a juntar con el productor Ben H. Allen. El primer sencillo del disco fue ‘Record Collection’, al que siguieron ‘People Know How To Love One Another’ y ‘Golden Oldies’.
El 4 de noviembre de 2022 la banda publí�có el sencillo ‘How 2 Dance’.

## Presentaciones
El primer concierto de alto nivel en un festival de Kaiser Chiefs fue en el doble Reading and Leeds Festival, el 27 de agosto del 2004. El siguiente año, el 16 de mayo del 2005, aparecieron en el Festival Pinkpop en Landgraaf, Holanda. Posteriormente, las cosas aceleraron vertiginosamente. Fueron el acto de apertura del concierto Live 8 de Filadelfia el 2 de julio de 2005, uno de los dos únicos actos británicos en el line-up (Def Leppard fue el otro). Tocaron "I Predict a Riot", "Everyday I Love You Less and Less" y "Oh My God".
En junio de 2005 tuvieron una presentación en el Baile de Mayo de Queen's College, en Cambridge, antes de una aclamada presentación en el Festival Glastonbury bajo lluvia torrencial, el mismo mes. Su aparición de agosto en el V Festival mostró a una banda muy entusiasmada, a pesar de que Ricky Wilson tenía una pierna enyesada. Más recientemente, embarcaron en su propio tour por el Reino Unido, con el apoyo de Maxïmo Park y The Cribs. El grupo también ha recibido mucha atención por unas cuantas presentaciones en el tour de Foozer. Esto fue aunado a ser el acto apertura para Foo Fighters durante su tour australiano en diciembre de 2005. El 3 de noviembre de 2008 se presentan en Chile en el SUE (Santiago Urbano Electrónico) festival. En el 2009 y junto a Franz Ferdinand, son teloneros de la gira estadounidense de Green Day, tocando en ciudades como Miami y Orlando.
El 13 de agosto de 2012 fue la ceremonia de clausura de los Juegos Olímpicos de Londres 2012 y Kaiser Chiefs participaron. Ricky Wilson entró al estadio montado en una motocicleta Mod rodeado de otras motos. En ella dio una vuelta en el estadio entonando la canción "Pinball Wizard" de The Who para luego unirse al resto de los integrantes de la banda en el estadio donde siguieron con la canción.

## Música para videojuegos
Han dado sonido a la entrada de algunos videojuegos importantes como Pro Evolution Soccer 2008, Pro Evolution Soccer 2009 y Pro Evolution Soccer 2010, de Konami, con las canciones "Thank You Very Much", "Never Miss A Beat" y "Ruby" respectivamente. Además, su canción "I Predict a Riot" está incluida en la banda sonora de Gran Turismo 4, al igual que en una de las versiones del juego SingStar. La canción "Ruby" fue incluida en el videojuego Guitar Hero III: Legends of Rock y en Lego Rock Band, también está incluida en la banda sonora del videojuego Project Gotham Racing 4. Adicional la canción "Never Miss A Beat" aparece en el videojuego Guitar Hero 5.

## Integrantes

### Integrantes actuales
- Ricky Wilson - Voz, Piano, Cencerro, Ukelele 2000 - actualidad
- Andrew 'Whitey' White - Guitarra, Coros 2000 - actualidad
- Simon Rix - Bajo, Coros 2000 - actualidad
- Nick Baines - Teclado, sintetizador, piano 2000 - actualidad
- Vijay Mistry - Batería, Percusión 2012 - actualidad

### Integrantes antiguos
- Nick Hodgson - baterista, coros y percusión (2000-2012)

## Discografía
Álbumes de estudio
- Employment (2005)
- Yours Truly, Angry Mob (2007)
- Off with Their Heads (2008)
- The Future Is Medieval (2011)
- Education, Education, Education & War (2014)
- Stay Together (2016)
- Duck (2019)
- The Easy Eighth Album (2024)

## Premios
2006
- 2006 Brit Awards: mejor actuación de rock
- 2006 Brit Awards: mejor actuación en vivo
- 2006 Brit Awards: mejor grupo británico

- 2006 NME Awards: mejor álbum
- 2006 NME Awards: mejor vestido (por Ricky Wilson)